# Farhad Mehrad
Dit overzicht is mogelijk incompleet; u kunt helpen door het uit te breiden.
Farhad Mehrad was een Iraans zanger, songwriter, gitarist en pianist. Hij was de eerste muzikant in Iran die een Engelstalig rock-'n-rollalbum uitbracht, waardoor hij snel bekendheid verwierf onder de Iraanse rock-, pop- en folkmuzikanten van vóór de Iraanse Revolutie van 1979. Hij wordt daardoor gezien als zeer invloedrijk.
Na de revolutie mocht hij een aantal jaar niet zingen in Iran. Zijn eerste concert in jaren vond plaats in 1990. Ook was hij toen een van de oprichters van de Iraanse band Black Cats.
- Gemeinsame Normdatei: 1193289289
- International Standard Name Identifier: 0000 0004 0672 0797
- Library of Congress Control Number: no2004110619
- MusicBrainz: 264365c8-bcee-484d-a7c2-4772a5332abc
- Virtual International Authority File: 9566491
- WorldCat: E39PBJyxhBRrpyC4t3Jjqc4jG3